# 朱迪思冰川
朱迪思冰川（英語：Judith Glacier）是南極洲的冰川，位於奧次地，處於德雷克角以西，美國地質調查局根據測量和該國海軍的空中照片繪入地圖，現時由南極條約體系管理。